# Quận King William, Virginia
Quận King William là một quận thuộc tiểu bang Virginia, Hoa Kỳ.
Quận này được đặt tên theo. Theo điều tra dân số của Cục điều tra dân số Hoa Kỳ năm 2000, quận có dân số 13.146 người. Quận lỵ đóng ở King William6.

## Địa lý
Theo Cục điều tra dân số Hoa Kỳ, quận có diện tích 741 km2, trong đó có 26 km2 là diện tích mặt nước.